# 吳豪
吳豪，明末江西臨川人，崇禎十五年壬午科武舉人，授戎旗副總兵。
後為鄭成功的部將，五營立，遷仁武營，以宣毅前鎮改後鎮。從圍南京，屯漢西門。藍衍死，收其官兵，攻崇明北門，與蕭拱辰、郭義屯兵清江一帶。永曆十四年（1660年）與張志、何義自高崎力戰海門，後張志退兵，協將劉祝伏誅。十一月統宣毅前鎮、殿兵鎮及遊兵鎮與後衝副總兵張華南下取糧。鄭成功議進臺灣，力言不可，後從取臺灣。
入臺後於永曆十五年（1661年）五月二日坐劫掠罪誅，由右武衛鎮右協魏國代統其軍。